# Arthropleura
Arthropleura is een geslacht van uitgestorven duizendpotigen dat leefde tijdens het Laat-Carboon en waarvan de soorten variëren in lengte van 0,3 tot 2,5 meter.
Arthropleura kwam voor in de steenkoolmoerassen in Schotland en Noord-Amerika, ongeveer 300 miljoen jaar geleden. Omdat moerassen doorgaans drassig zijn, wordt aangenomen dat Arthropleura onder water kon overleven. Arthropleura kon ongeveer 2,5 meter lang worden. Deze grote lengte was mogelijk dankzij de hogere zuurstofconcentratie in het Carboon en het ontbreken van grotere gewervelde roofdieren. Er zijn meer fossielen van het 'spoor' dat Arthropleura achterliet dan van het dier zelf. De afstand tussen de afdrukken en de diepte daarvan doen vermoeden dat Arthropleura een vrij snelle loper was.
Hoewel de monddelen van Arthropleura nooit werden teruggevonden, wordt over het algemeen aangenomen dat Arthropleura een herbivore of detritivore levenswijze had, vergelijkbaar met hedendaagse miljoenpoten. In coprolieten die geassocieerd worden met Arthropleura werden immers fragmenten van Lycopsida en varens aangetroffen.